# Muricella argentea
Muricella argentea är en korallart som först beskrevs av Nutting 1910.  Muricella argentea ingår i släktet Muricella och familjen Acanthogorgiidae. Inga underarter finns listade i Catalogue of Life.